# The Link (La Défense)
Tour Hekla – to 241-metrowy (791 stóp), 51-piętrowy wieżowiec budowany obecnie w Puteaux, w paryskiej dzielnicy La Défense we Francji. Zaprojektował go francuski architekt Philippe Chiambaretta.
W wieży mieścić się będzie nowa siedziba TotalEnergies. Po ukończeniu w 2025 roku The Link będzie najwyższym wieżowcem we Francji.